# Provincia Viterbo
Viterbo este o provincie în regiunea Lazio, Italia. Capitala este orașul omonim.